# 1215

## Události
- Čingischánova vojska dobývají a plení Peking
- Čtvrtý lateránský koncil
- v Anglii vydána Magna charta libertatum
- beatifikace Norberta z Xantenu
- František z Assisi sepisuje řeholi klarisek

## Narození
- 23. září – Kublaj, mongolský vojevůdce († 18. února 1294)
- ? – Anežka Meránská, vévodkyně rakouská, štýrská a poté korutanská († 7. ledna 1263)
- ? – Eleonora Anglická, hraběnka z Pembroke a z Leicesteru z dynastie Plantagenetů († 13. dubna 1275)
- ? – Jan XXI., papež († 20. května 1277)
- ? – Ota III. Braniborský, markrabě braniborský († 9. října 1267)
- ? – Beatrix d'Este, uherská královna († 15. února 1245)
- ? – Jindřich III. Míšeňský, markrabě míšeňský, lantkrabě durynský a saský falckrabě († 15. února 1288)
- ? – Vilém z Moerbeke, korintský arcibiskup, překladatel z řečtiny († ? 1286)
- ? – Albert I. z Pietengau, řezenský biskup († 9. prosince 1260/62)

## Úmrtí
- 5. července – Eisai, japonský buddhistický mnich (* 1141)
- ? – Nikétas Chóniatés, vysoký byzantský úředník a historik (* 1155)

## Hlava státu
- České království – Přemysl Otakar I.
- Svatá říše římská – Ota IV. Brunšvický – Fridrich II.
- Papež – Inocenc III.
- Anglické království – Jan Bezzemek
- Francouzské království – Filip II. August
- Polské knížectví – Lešek I. Bílý
- Uherské království – Ondřej II.
- Sicilské království – Fridrich I.
- Aragonské království – Jakub I. Dobyvatel
- Kastilské království – Jindřich I. Kastilský
- Rakouské vévodství – Leopold VI. Babenberský
- Skotské království – Alexandr II. Skotský
- Portugalské království – Alfons II. Portugalský
- Norské království – Inge II.
- Latinské císařství – Jindřich
- Nikájské císařství – Theodoros I. Laskaris